# 龔天降

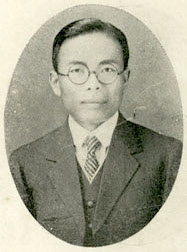
龔天降

龔天降（1891年4月19日—1950年9月12日），屏東縣九如鄉耆老村人，臺灣日治時期仕紳。曾擔任過高雄州屏東郡九塊庄庄長、高雄州協議會員。臺灣光復後，曾擔任過屏東市參議員、屏東市農會理事、及第一商業銀行董事等職。

## 生平
龔天降幼時就讀於里港公學校（今里港國小），後就讀臺北中學（今建國中學），之後考入日本明治大學法科，1918年畢業後返回臺灣，後曾任職於高雄州廳、擔任大正實業株式會社常務取締役。自大正九年（西元1920年）起擔任多年的九塊庄庄長。擔任庄長期間曾倡辦高雄區香蕉組合（高雄青果合作社前身）、九塊庄信用組合（今九如鄉農會）。二次大戰後，又擔任過屏東市參議員、屏東市農會理事、第一商業銀行董事等職。

## 家族
耆老龔家為當地望族，家族原居於羅漢內門腳帛寮（今高雄市內門區）。龔天降祖父龔鰍約於道光年間至土庫（今屏東縣里港鄉三廍村）經營糖業，後為避水患，明治末葉（西元1910年左右）在九塊厝後庄三三八番地興建住宅，數年後完工，該處今日被稱為「龔家古厝」。古厝為傳統三合院建築，佔地三甲三分，共三十個房間，每個房間皆可相通。
龔天降叔父龔陽（1859-1923）為富有實業家，日治初期曾任阿里港三張廍庄長、土庫區庄長（1900-1913）等職。龔鳳（1856-1935）為龔天降之父，為龔家古厝籌建者，亦是大地主，貸地為業。據昭和八年（西元1933年）統計，九塊庄一萬元以上之資產家，龔家就有龔天降、龔鳳、龔定、龔順、龔知及龔英齊六人，佔全庄七分之一。